# ISO 4
ISO 4（信息及文档——标题字词及出版物标题的缩写规则）是规定科学期刊等连续出版物的标题缩写的国际标准。国际标准化组织（ISO）指定國際標準期刊代码（ISSN）中心作为该标准的登记机关，后者负责需要维护作为期刊常见词语的缩写标准的标题缩写名单（英語：List of Title Word Abbreviations）。
ISO 4的主要用途是使用标题缩写名单缩写科学期刊。例如引用《European Physical Journal（欧洲物理杂志）》的名称时，会按照ISO 4的规定缩写为“Eur. Phys. J.”。